# Halsbandpekari
De halsbandpekari of pakira (Dicotyles tajacu) is de kleinste pekarisoort. De wetenschappelijke naam van de soort werd als Sus tajacu in 1758 gepubliceerd door Carl Linnaeus.

## Kenmerken
De vacht is donkergrijs met een vage, witachtige halsband. De jongen zijn roodachtig met een smalle, zwarte rugstreep. De lichaamslengte bedraagt 75 tot 100 cm, de staartlengte 1,5 tot 5,5 cm en het gewicht 14 tot 30 kg.

## Leefwijze
Hun voedsel bestaat vooral uit knollen, vruchten, jonge scheuten en bessen, maar ook insectenlarven, wormen en kleine gewervelden, zoals slangen en hagedissen, staan op hun menu. Ze leven in groepen van ongeveer 15 dieren in uiteenlopende habitats. Vijanden worden gezamenlijk aangevallen. Hun sociale bezigheden bestaan uit het tegen elkaar wrijven van de koppen. In het Pantanal moerasgebied eten de halsbandpekari's onder andere de zaden van de Acuripalm, Attalea phalerata en de coyolpalm.

## Verspreiding
Het verspreidingsgebied is van de zuidgrens van de Verenigde Staten tot Argentinië. 

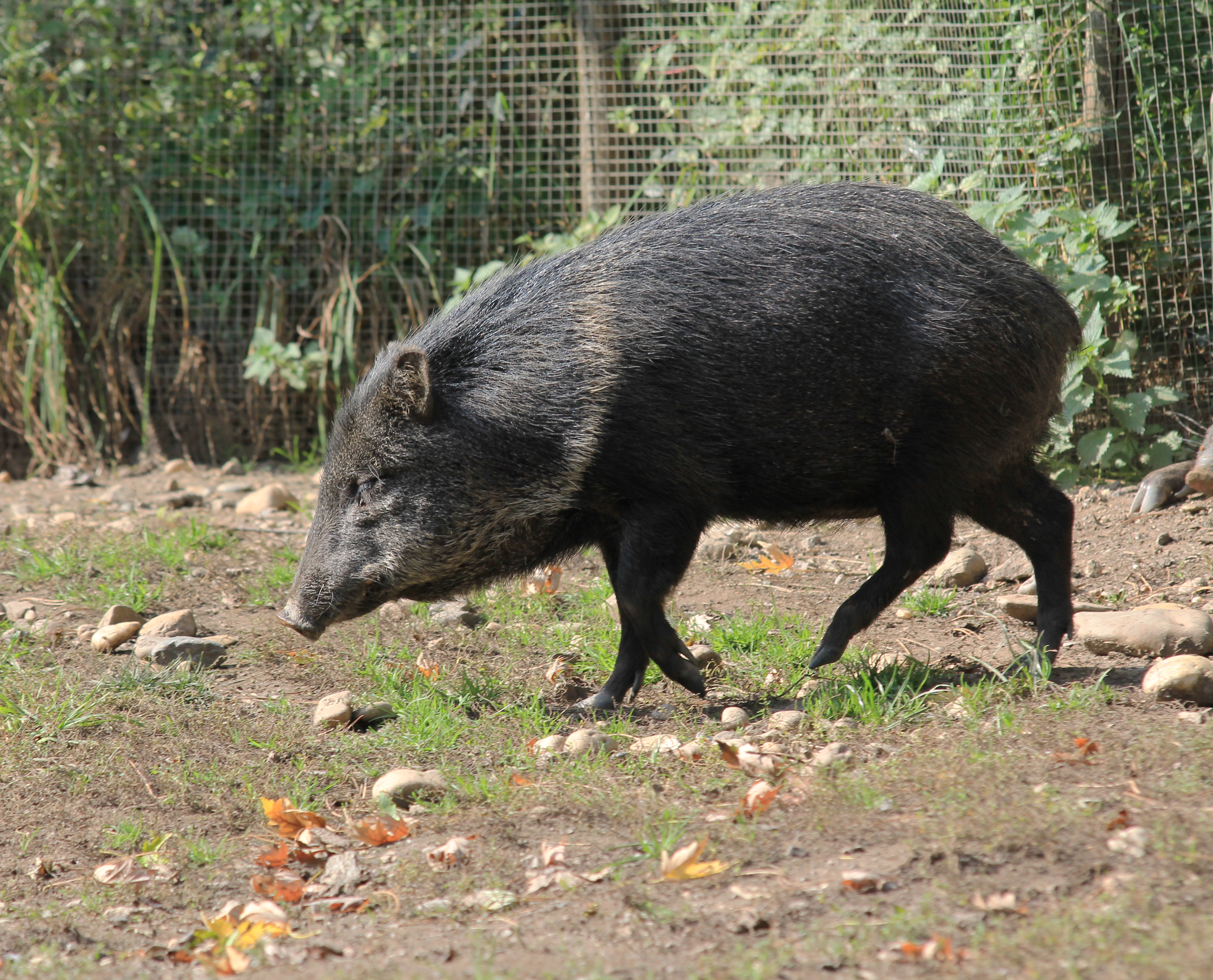
In de dierentuin van Praag

Halsbandpekari (Dicotyles tajacu) · 
Chacopekari (Parachoerus wagneri) · Witlippekari (Tayassu pecari)